# Sósenski
Sósenski (ruso: Со́сенский) es una ciudad rusa, perteneciente al raión de Kozelsk de la óblast de Kaluga.
En 2021, el territorio de la ciudad tenía una población de 11 627 habitantes, de los que 11 413 vivían en la propia ciudad y el resto repartidos en tres pedanías: el poblado ferroviario de Shepelevo y las aldeas de Granni Jolm y Máryino.
Se ubica unos 10 km al este de la capital distrital Kozelsk.

## Historia
El asentamiento fue fundado en 1952 como un poblado minero que extraía carbón para la central termoeléctrica de Suvórov; esta extracción duró hasta que se agotaron las reservas en la década de 1980. Su desarrollo urbano comenzó en 1968, cuando se instaló una sucursal del Instituto de Investigación de Automatización y Fabricación de Instrumentos de Moscú. Adoptó el estatus de ciudad en 1991. Su economía sigue basándose en la fábrica de productos e instrumentos tecnológicos, por lo que desde 2014 forma parte de la lista oficial de ciudades rusas en riesgo económico por depender de una sola industria.